# Coequosa
Coequosa is een geslacht van vlinders uit de onderfamilie Smerinthinae van de familie pijlstaarten (Sphingidae).

## Soorten
- Coequosa australasiae (Donovan, 1805)
- Coequosa triangularis (Donovan, 1805)